# J.E.B
J.E.B(요한 일렉트릭 바흐, Johann Electric Bach)는 대한민국의 신스팝, 일렉트로니카 아티스트다.
본명은 조선구로 1989년생이다. 학력은 연세대학교 신문방송학과. 가공의 아티스트 "요한 일렉트릭 바흐"(1945년 ~ 2012년 6월 30일)가 “우유에 콘푸로스트를 먹으며 SNS를 하던 중 난생 처음 핸드폰에 걸려온 전화 벨소리에 놀라 우유를 신디사이저에 엎질러 감전되어 사망”한 후 그의 유언에 따라 간장게장을 치르고, 그의 유품을 정리하던 도중 80기가의 야동과 수십여 곡의 미발표 음원을 발견하여 이 미발표 음원을 "사단법인 요한 일렉트릭 바흐 재단"에서 리마스터하여 배포 중이라는 설정을 가지고 있었다. 2017년 서울공공설계사업의 일환으로 되살아나 활동을 이어간다고 한다.
2012년 KBS TOP밴드2 1차 예선에 장군님 축지법 쓰신다를 패러디한 "장로님 에쿠스 타신다"를 제출했다가 동영상 조회수가 1만 뷰를 돌파해서 널리 알려져 데뷔했다. 하지만 막상 예선은 떨어졌다. 이후 박정근의 비싼트로피에 영입되어 활동하고 있다. 유투브를 통해 '전국 handclap 자랑'이라는 메쉬업 곡이 유명해지면서 수면 위로 떠오르게 되었다.